# Ultracentrifugación

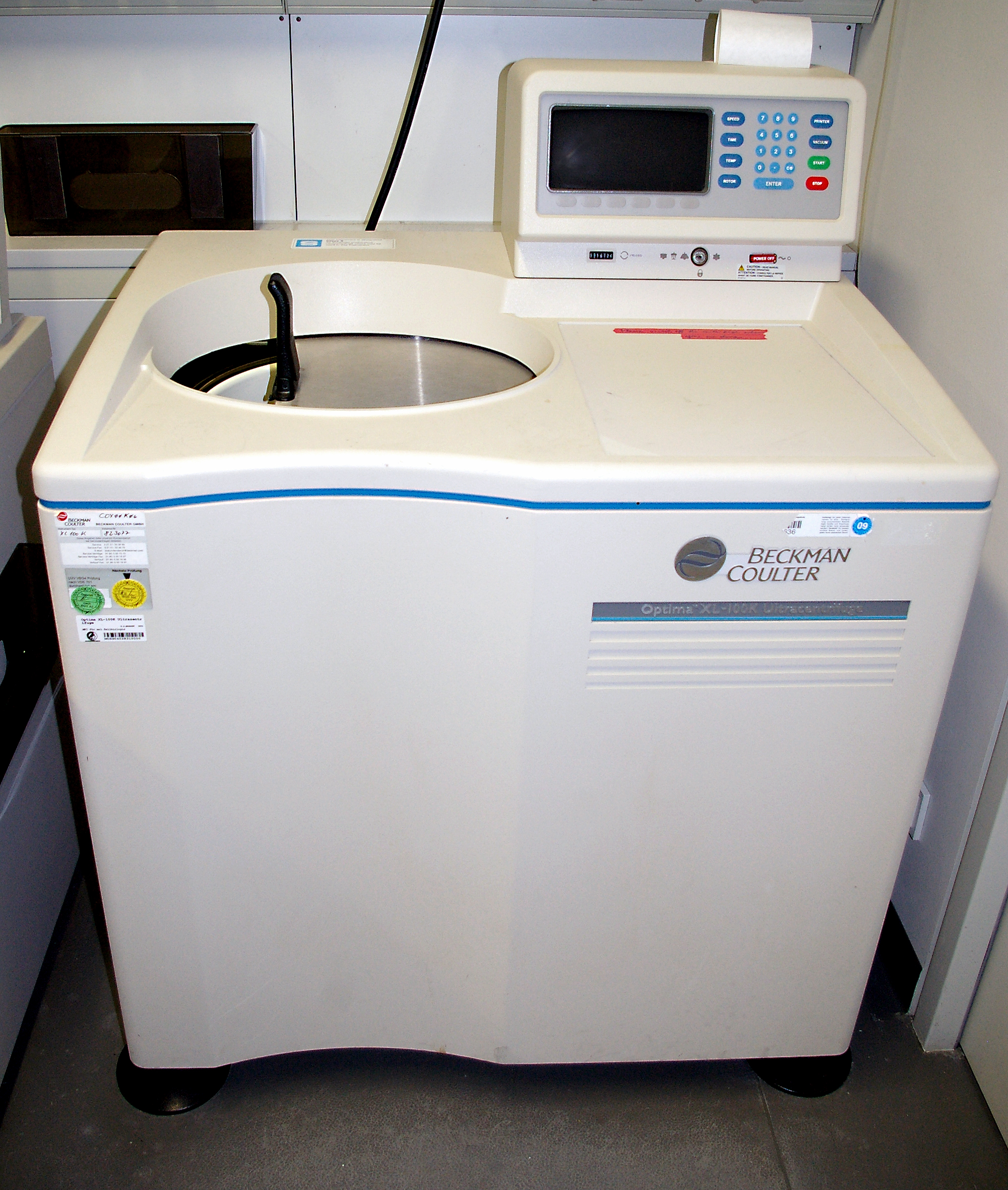
Máquina Ultracentrifugadora, modelo Beckman-Coulter XL-100K.

La centrifugación diferencial es un procedimiento común en microbiología y citología, usado para separar ciertos orgánulos de su respectiva célula para un análisis posterior de partes específicas de las células. En el proceso, primero se homogeneiza una muestra de tejido para romper las membranas celulares y mezclar los contenidos de las células. Luego, esta mezcla homogénea es sometida a repetidas centrifugaciones, cada vez removiendo el precipitado, e incrementando la fuerza centrífuga. Finalmente, la purificación debe ser hecha por la sedimentación de equilibrio, y la capa deseada es extraída para un futuro análisis.
La separación está basada en el tamaño y la densidad, donde las partículas más grandes y densas son precipitadas en centrifugaciones de poca fuerza. Por ejemplo, las células completas no homogeneizadas serán precipitadas en centrifugaciones con poca fuerza y en cortos intervalos como 1,000g por 5 minutos. Los fragmentos más pequeños de las células y los orgánulos permanecen en el líquido sobrenadante y requieren más fuerza centrífuga y más tiempo para precipitarse. En general, uno puede enriquecer (separar o concentrar) los siguientes componentes de la célula, en orden de separación, con la presente aplicación:
1. Células completas y núcleos;
2. Mitocondria, lisosomas y peroxisomas;
3. Microsomas (vesículas del retículo endoplasmático); y
4. Ribosomas y citosoles.

## Preparación de la muestra
Antes de que la centrifugación diferencial pueda ser llevada a cabo para separar diferentes porciones de la célula de otras porciones, el tejido de muestra debe ser homogeneizado. En este proceso, son usadas una licuadora y una pieza de porcelana porosa de la misma forma y dimensión que el contenedor. El contenedor es, en la mayoría de los casos, un tubo de ebullición de vidrio.
Primero, el tejido de muestra es triturado y una solución amortiguadora le es añadida, formando una suspensión líquida de tejido de muestra triturado. La solución amortiguadora es una solución acuosa, densa e inerte, que es diseñada para suspender la muestra en un medio líquido sin dañarla por reacciones químicas u osmóticas. En la mayoría de los casos, la solución usada es de sacarosa, en otros, es usada una solución de salmuera. Luego, la licuadora, conectada a un rotor de alta velocidad, es insertada en el contenedor que lleva la muestra, presionando la muestra de tejido triturado contra las paredes del contenedor.
Con el rotor encendido, la muestra de tejido es molida en pequeños fragmentos por los poros de la porcelana y las paredes del contenedor. Este proceso de molimiento romperá las membranas celulares de las células en el tejido de muestra, dejando orgánulos individuales suspendidos en la solución. Este proceso es llamado homogeneización. Una porción de células permanecerán intactas después de moler la muestra, y algunos orgánulos serán afectados, y de estos, se encargarán las próximas etapas de centrifugación.

## Ultracentrifugación
La muestra homogeneizada ahora esta lista para la centrifugación en una ultracentrifugadora. Una ultracentrifugadora consiste en una cámara al vacío y refrigerada que contiene un rotor, el cual es manejado por un motor eléctrico capaz de girar a alta velocidad. Las muestras son ubicadas en tubos que se encuentran dentro del rotor o sujetos a este. La velocidad rotacional puede alcanzar más de 100.000 rpm para el modelo “floor”, 150.000 rpm para el modelo “bench-top” (Beckman Optima Max-XP), generando fuerzas centrífugas entre 800.000g y 1.000.000g. Esta fuerza causa la sedimentación de macromoléculas e incluso puede causar una distribución no uniforme de moléculas pequeñas.
Como los diferentes fragmentos de la célula tienen diferentes tamaños y densidades, cada fragmento se va a depositar en un precipitado con diferentes fuerzas centrífugas mínimas. De esta manera, la separación de la muestra en diferentes capas puede realizarse mediante un primer centrifugado de la muestra homogénea original bajo fuerzas débiles, removiendo el precipitado, y posteriormente exponiendo las subsecuentes fases sobrenadantes a campos centrífugos cada vez mayores. Cada vez, una porción de diferente densidad es precipitada a la parte inferior del tubo y es extraída. La repetida aplicación de este proceso produce un rango de capas que incluye diferentes partes de la muestra original. Algunos pasos adicionales pueden realizarse para refinar aún más cada uno de los precipitados obtenidos.
La sedimentación depende de la masa, la forma y el volumen específico parcial de una macromolécula, así como también de la densidad del solvente, el tamaño del rotor y la tasa de rotación. La velocidad de sedimentación puede ser monitoreada durante el experimento para calcular la masa molecular, así como el coeficiente de sedimentación. Valores grandes de S (mayor tasa de sedimentación) corresponden a un mayor peso molecular. Partículas más densas se sedimentan a mayor velocidad. Las proteínas largas tienen mayores coeficientes de fricción y se sedimentan más lentamente para asegurar mayor precisión.

## Técnicas

### Centrifugación por gradiente de equilibrio
La centrifugación por gradiente de equilibrio, también conocida como centrifugación por gradiente isopícnico es un tipo de centrifugación ampliamente utilizado en bioquímica para separar moléculas basado en su punto isopícnico. El método consiste en centrifugar preparaciones biológicas (u otras preparaciones) a altas fuerzas g por largos periodos de tiempo en soluciones que contienen cantidades variadas de una molécula viscosa. Por ejemplo, un gradiente de concentración por etapas de 0.8Molaridad/1.2M de sacarosa usado en aislamiento por densidad postsináptica o un gradiente lineal de sacarosa al 20-50% usado en la purificación de vesículas cubiertas de clatrina (CCVs por sus siglas en inglés).

### Sedimentación de equilibrio de densidades (Sedimentación Isopícnica)
La sedimentación isopícnica usa un gradiente de solución como cloruro de cesio o sacarosa para separar partículas, basándose en sus diferentes densidades (masa/volumen). Esta es usada como un proceso de purificación en la centrifugación diferencial. Una solución es preparada con la porción de gradiente con densidad más alta en el fondo.  Después, las partículas a separar son añadidas al gradiente y luego centrifugadas. Cada partícula es procesada (igualmente arriba o abajo) hasta que alcance un ambiente de densidad comparable. Este gradiente de densidad puede ser continuo o preparado paso a paso.  Por ejemplo, cuando se usa sacarosa para preparar gradientes de densidades,  uno puede añadir cuidadosamente una solución de sacarosa al 40% sobre una capa de solución de sacarosa al 45%, y después, añadir otras capas con menor densidad, sobre las anteriores. La muestra homogeneizada de tejido, preparada en una solución amortiguadora y centrifugada brevemente para remover el tejido y las células no homogeneizadas,  forma una capa superior. Después de la centrifugación, normalmente de 100,000g por una hora,  uno puede observar discos de componentes celulares que permanecen en el punto de cambio de densidad de una capa a otra.  Ajustando cuidadosamente las densidades de las capas para que coincida con el tipo de célula, uno puede buscar componentes específicos de la célula. El cloruro de cesio permite mayor precisión en la separación de partículas con densidades similares. En efecto, con un gradiente de cloruro de cesio,  las partículas de ADN con isótopos pesados (13C o 15N, por ejemplo)pueden ser separadas de partículas de ADN sin isótopos pesados.
La centrifugación isopícnica, también conocida como centrifugación por gradiente de concentración o sedimentación de equilibrio, es una técnica usada para separar moléculas en la base de la densidad flotante. (La palabra “isopícnica” significa “igual densidad”). Generalmente, un gradiente de densidad “autogenerable”, es establecido por la centrifugación isopícnica,  y las moléculas analitas se concentran como bandas donde la densidad de las moléculas iguala a la de la solución a su alrededor. Para ilustrar el proceso, consideremos la división de ácidos nucleicos como ADN. Para empezar el análisis, una mezcla de cloruro de cesio y ADN es situada en la centrífuga por muchas horas a altas velocidades para generar una fuerza de alrededor de 10^5g (gravedad de la Tierra). El cloruro de cesio es usado porque a una concentración de 1.6 a 1.8 g/mL, es similar a la densidad del ADN. Después de algún tiempo, se forma un gradiente de iones de cesio debido a dos fuerzas opuestas: difusión y fuerza centrífuga. Las partículas en sedimentación (iones de cesio) se sedimentaran lejos del rotor, y se concentrarán cerca del fondo del tubo. La fuerza difusiva se presenta debido al gradiente de concentración de cloruro decesio solvatado, y siempre es dirigida hacia el centro del rotor. El equilibrio entre esas dos fuerzas genera un gradiente estable de densidad en la solución de cloruro de cesio, que es más densa cerca del fondo del tubo y menos densa cerca de la superficie.
Las moléculas de ADN serán separadas, basadas en las diferentes proporciones de AT (pares de bases nitrogenadas de adenina y timina) respecto a GC (pares de bases nitrogenadas de guanina y citosina). Un par AT tiene menor peso molecular que un par GC, por lo tanto, para dos moléculas de ADN de igual tamaño, aquella con mayor proporción de pares AT, tendrá una densidad menor, siendo los demás factores iguales. Diferentes tipos de ácidos nucleicos también serán separados en bandas, por ejemplo, el ARN es más denso que plásmidos de ADN superenrollado, que es más denso que el ADN lineal cromosómico.

### Centrifugación por gradiente de sacarosa
La centrifugación por gradiente de sacarosa es un tipo de centrifugación comúnmente utilizado para purificar virus encapsulados (con densidades de 1.1-1.2 g/cm3), ribosomas, membranas, etc. Este método también se usa para purificar exosomas. Existen dos métodos: centrifugación de equilibrio y centrifugación de no equilibrio.
Normalmente en centrifugación de equilibrio, un gradiente de densidad de sacarosa  se crea superponiendo cuidadosamente bajas concentraciones de sacarosa sobre altas concentraciones en un tubo de centrifugación. Por ejemplo, un gradiente de sacarosa puede consistir en capas extendiéndose desde un 70%  hasta un 20% de sacarosa en incrementos del 10% (aunque esto es muy variable dependiendo de la muestra a ser purificada). La muestra que contiene las partículas de interés es ubicada encima del gradiente y centrifugada a fuerzas que superan los 150.000 g. Las partículas viajan a través del gradiente hasta el punto en el que su densidad es igual a la de la sacarosa circundante. Esta fracción puede luego ser removida y sometida a un análisis adicional. Luego de que sabemos entre cuales capas se encuentra la fracción requerida, se puede utilizar un montaje simplificado con estas dos capas únicamente.
Una técnica similar es la centrifugación por colchón de sacarosa, en la cual una mezcla de partículas es precipitada a través de una capa de sacarosa al 20%, volviendo al reposo al interferir con la solución al 70%, esto permite concentrar las partículas de una muestra. A diferencia de la centrifugación estándar, la cual en efecto acumula las partículas contra la parte inferior del tubo, este método no genera estrés mecánico y por ende permite obtener las partículas morfológicamente intactas.
La centrifugación de no equilibrio es muy similar a la de equilibrio, pero el experimento solo se lleva a cabo hasta un punto particular. (Tales gradientes pueden llamarse “gradientes de velocidad”). A pesar de que las partículas con mayor densidad y menor resistencia viajan una mayor distancia desde la superficie del tubo, la ejecución se detiene antes de alcanzar el equilibrio. La partícula deseada estará a una distancia fija (ojalá conocida) de la superficie y tal banda del gradiente es recogida (en ocasiones llamada “fracción”). Una vez termina la ejecución, la recolección de las partículas se puede realizar por muchos métodos.  Quizá la manera más fácil es eluir la solución de sacarosa perforando la parte inferior del tubo y solamente se mantiene la parte que contiene el material o la proteína deseada. También es posible succionar la sacarosa (con cuidado para que no se mezclen las capas que se formaron en la centrifugación), dividiendo el material succionado en “fracciones” sucesivas. Estas pueden ser analizadas por cualquiera de los métodos mencionados para determinar la distribución del material deseado, lo cual permite escoger la fracción que contiene dicho material o molécula.